# Aporosa brassii
Aporosa brassii är en emblikaväxtart som beskrevs av Rudolf Mansfeld. Aporosa brassii ingår i släktet Aporosa och familjen emblikaväxter. Inga underarter finns listade i Catalogue of Life.